# Tossal de Sant Jordi
El Tossal de Sant Jordi és una muntanya situada al municipi de Camarasa, a la comarca del Noguera, amb una elevació màxima de 740 metres.
Aquest cim està inclòs al llistat dels 100 cims de la FEEC